# Glasfehler
Glasfehler sind Fehler im Fertigprodukt der Glasherstellung. Dies können Blaseneinschlüsse, Steinchen, Schlieren oder Risse sein. Glasfehler können das Produkt unbrauchbar machen oder die Verwendung stark einschränken. Einige Produkte wie optische Gläser sind sehr empfindlich gegenüber Glasfehlern.
Die Ursache der Glasfehler kann liegen
- im Rohstoff: Verunreinigungen, ungünstige Korngrößen; Fehler bei der Entsorgung von Altglas
- in der Schmelze: nicht vollständiges Aufschmelzen, Rekristallisation, Korrosion und Abplatzen der Auskleidung oder der Elektroden
- beim Abstehen: Reboil (Nachgasen) durch starke Temperaturschwankungen, Schwankung des Redoxzustandes der Schmelze, falsche Feuereinstellung oder Gleichstrom-Fluss im Glasbad
- bei der Formgebung: Verunreinigungen durch die Formenschmierung, zu hohe oder zu niedrige Formtemperatur, falsche Maschineneinstellung
- bei der Abkühlung: Spannungsrisse durch falsches Temperaturprofil in der Kühlbahn oder zu geringe Kühlbahnlaufzeit
- in der Nachbearbeitung: Fehlerhafte Beschichtung

Die Glasfehleranalyse versucht die Ursache des jeweiligen Fehlers zu identifizieren, um so gezielt auf die Ursache einzuwirken zu können.
Um die Qualität des Glases sicherzustellen, müssen regelmäßig umfangreiche Untersuchungen durchgeführt werden, hierzu zählen:
- Online-Kontrolle in der Glashütte (optische Prüfungen aller einzelnen Glaserzeugnisse auf Maßhaltigkeit, Risse, Relikten, Verunreinigungen etc.)
- tägliche oder wöchentliche chemische Glasanalyse mit der ICP-OES, um u. a. auch die Schwermetalle im Verpackungsglas zu überwachen (Forderung der Verpackungsverordnung)
- wöchentliche oder monatliche Fe2+-Analyse und Analyse des Redoxzustandes, um so das Schmelzaggregat und die Qualität der verwendeten Recyclingglasqualitäten zu beurteilen[1][2]
- tägliche Spannungsprüfungen mit Rotlicht 1. Ordnung unter dem Mikroskop um Bruchprobleme zu reduzieren
- bei Bedarf Bruchanalysen mit der REM-EDX